# Cecilie Johannessen
Cecilie Johannessen (ur. 16 stycznia 1990) – norweska pływaczka, specjalizująca się głównie w stylu grzbietowym i dowolnym. 
Brązowa medalistka mistrzostw Europy na krótkim basenie z Chartres (2012) w sztafecie 4 x 50 m stylem zmiennym.
Jej siostrą bliźniaczką jest Monica Johannessen. 